# Gessie socken
Gessie socken i Skåne ingick i Oxie härad, ingår sedan 1971 i Vellinge kommun och motsvarar från 2016 Gessie distrikt.
Socknens areal är 7,13 kvadratkilometer varav 7,11 land. År 2000 fanns här 601 invånare. Tätorten Gessie villastad samt tätorten Gessie med sockenkyrkan Gessie kyrka ligger i socknen. 

## Administrativ historik
Socknen har medeltida ursprung. Namnet skrevs mellan 1902 och 1985 Gässie socken.
Vid kommunreformen 1862 övergick socknens ansvar för de kyrkliga frågorna till Gessie församling och för de borgerliga frågorna bildades Gessie landskommun. Landskommunen uppgick 1952 i Vellinge landskommun som ombildades 1971 till Vellinge kommun. Församlingen uppgick 2002 i Vellinge-Månstorps församling.
1 januari 2016 inrättades distriktet Gessie, med samma omfattning som församlingen hade 1999/2000.  
Socknen har tillhört län, fögderier, tingslag och domsagor enligt vad som beskrivs i artikeln Oxie härad. De indelta soldaterna tillhörde Södra skånska infanteriregementet och Skånska dragonregementet.

## Geografi
Gessie socken ligger i söder om Malmö vid Öresund. Socknen är en odlad slättbygd.

## Fornlämningar
Boplatser från stenåldern är funna. Från bronsåldern finns gravhögar.

## Namnet
Namnet skrevs i mitten av 1100-talet Geshöge och kommer från kyrkbyn. Efterleden är hög. Förleden innehåller troligen gas, 'gås'..